# Ewt multimedia
Die ewt multimedia GmbH & Co. KG ging aus den Unternehmen ewt elektro- und nachrichtentechnik gmbh, ewtcom (ehemals Siemens Breitbandnetze) und tss hervor. Zusätzlich wurde die ewt breitbandnetze (früher Bosch Breitbandnetze) erworben.
Alleineigentümer war zunächst die Familie Stritzl mit Sitz in Augsburg.
Im Dezember 2005 erwarb ein Investoren-Konsortium, bestehend aus der Aletheia Capital Partners Limited, ABN AMRO Ventures B.V., Kingsbridge Capital Management Ltd., Quilvest, Alcentra und Sociéte Générale über 50 Prozent der Anteile für 629 Mio. Euro von der Eigentümerfamilie. Im April 2007 wurden die restlichen Anteile von der Familie Stritzl für 80 Mio. Euro übernommen. Es wurden die Escaline Holding und die Orion Cable GmbH gebildet.
Im November 2006 erwarben die Investoren darüber hinaus einen großen Teil der NE4-Netze der Tele Columbus. Die ewt wurde dadurch zu einem Teil der Tele Columbus Gruppe.
Ewt multimedia schloss mit verschiedenen Wohnungsgesellschaften Rahmenverträge über Breitbandnetze, die Mieter der Wohnungen wurden dadurch automatisch mit Kabelfernsehen versorgt.
Der Wert der ewt multimedia lag vor der Zusammenführung mit der Tele Columbus bei ca. 700 Millionen Euro, das Unternehmen beschäftigte ca. 500 Mitarbeiter.
Nachdem die ewt ca. 200 Mitarbeiter abgebaut hatte und weitere Stellenstreichungen angekündigt waren, lag die Anzahl der Mitarbeiter zuletzt bei ca. 350. Die ewt verkaufte ihre Kabelnetze an örtliche Kabelnetzbetreiber (Kabel Deutschland in Bayern, Kabel BW in Baden-Württemberg) und wurde im Jahr 2006 schließlich auf die Muttergesellschaft Tele Columbus verschmolzen, die ihre Endkundenprodukte seit dem 4. Oktober 2017 unter der Marke Pÿur anbietet.